# 太田市立藪塚本町小学校
太田市立藪塚本町小学校（おおたしりつ やぶづかほんまちしょうがっこう）は、群馬県太田市藪塚町にある公立小学校。市内では、藪小や、藪塚小と略称で呼ばれることが多い。

## 概要
当初は寺子屋として設立した。その後公立学校となる。
戦時中は、藪塚本町国民学校として設立した。
その後、太田市と合併し、太田市立藪塚本町小学校となり現在に至る。

## 沿革
- 1873年10月 - 前身となる寺子屋が誕生。
- 1874年8月 - 公立学校となる。
- 1893年5月 - 藪塚本町尋常高等学校となる。
- 1941年4月 - 藪塚本町国民学校となる。
- 1947年4月 - 薮塚本町立薮塚本町小学校となる。
- 2005年3月 太田市立藪塚本町小学校となる。
- 2012年5月 あゆみの松、西に移植。
- 2019年10月 あゆみの松、腐朽のため伐採。[2]

## 校歌
作曲は、島田逸平、歌詞は当時の藪塚本町教育委員会の選定による。

## あゆみの松
あゆみの松は、過去に校内にあったアカマツ。開校以前から、校内にあったとされ、学校のシンボルとされていた。あゆみの松という名は、通知表の名称にもなっている。当初は、校庭の中央に植わっていたが、平成24年の校舎建て替えとともに西に移植された。しかし、令和元年老朽化で倒壊の恐れがあり、危険のため伐採された。

## 周辺
- 太田市立藪塚本町中学校
- 藪塚本町文化ホール
- 藪塚駅

## アクセス
藪塚駅が最寄り駅になっている。